# Saint-André-Goule-d'Oie
Saint-André-Goule-d'Oie är en kommun i departementet Vendée i regionen Pays de la Loire i västra Frankrike. Kommunen ligger i kantonen Saint-Fulgent som tillhör arrondissementet La Roche-sur-Yon. År 2022 hade Saint-André-Goule-d'Oie 1 942 invånare.

## Befolkningsutveckling
Antalet invånare i kommunen Saint-André-Goule-d'Oie
| Referens: INSEE |